# Sarah McCorquodale
Elizabeth Sarah Lavinia McCorquodale (19 de março de 1955) é uma aristocrata britânica. Ela é conhecida por ser a a irmã mais velha de Diana, Princesa de Gales. É presidente do Fundo Memorial de Diana, Princesa de Gales desde sua fundação, em setembro de 1997.

## Biografia
Filha mais velha de John Spencer, 8.º Conde Spencer e de sua primeira esposa, Hon. Frances Shand Kydd, Sarah Spencer obteve o tratamento de "Lady" em junho de 1975, quando o seu pai herdou o título de 8º Conde Spencer.
Lady Sarah Spencer foi educada em West Heath School, em Sevenoaks, Kent. Durante esse período, Sarah sofreu de anorexia nervosa.
Em 1977, quando tinha vinte e dois anos, ela namorou o príncipe Charles, Príncipe de Gales, o que comprova que sua irmã Diana Spencer e Charles se conheceram naquele ano, quando o príncipe foi visitar a família Spencer, na mansão de Althorp na Inglaterra.
Durante o namoro, ela alegadamente conheceu os jornalistas James Whittaker e Nigel Nelson e admitiu para eles que foi diagnosticada com anorexia nervosa; que tinha "centenas de namorados"; que às vezes exagerava na bebidas alcoólicas e que começou a manter um caderno de recados, com todas as notícias da imprensa referentes a ela e ao príncipe, algo que Lady Sarah queria mostrar para os netos um dia.
- Sua cabeça parece estar voltada para a publicidade, escreveram mais tarde os jornalistas. Quando o artigo foi publicado, Lady Sarah o mostrou para Charles, que disse: "você acabou de fazer algo incrivelmente estúpido". O namoro dissolveu-se logo depois disso.

No dia 17 de maio de 1980, em Northamptonshire, Lady Sarah Spencer casou-se com Neil Edmund McCorquodale, filho de Alastair McCorquodale e de Rosemary Sybil Turnor. Neil McCorquodale e Lady Sarah McCorquodale tiveram três filhos:
- Emily Jane McCorquodale (2 de julho de 1983) casou com James Hutt em 9 de junho de 2012 e eles têm dois filhos:[1]
  - Isabella Rosemary Hutt (18 de junho de 2014)
  - Henry George Thomas Hutt (25 de março de 2016)
- George Edmund McCorquodale (17 de novembro de 1984); ele se casou com Bianca Moore, filha de Gavin Moore, em 6 de agosto de 2016.
- Celia Rose McCorquodale (1989); casou-se com George Woodhouse em 16 de junho de 2018 em St Andrew e St Mary's Church, em Stoke Rochford, Lincolnshire, Inglaterra. Para seu casamento, Celia usava o Spencer Tiara, que sua tia Diana usara no dia do casamento para o príncipe Charles.

Sarah e sua família residem em Grantham, Lincolnshire.
Sarah, nos últimos anos de Diana, Princesa de Gales, acompanhou a princesa em suas visitas oficiais o exterior. Segundo o biógrafo de Diana, Andrew Morton, Sarah era a única pessoa em quem Diana confiava. Em 31 de agosto de 1997, Sarah, sua irmã Jane e o príncipe Charles voaram para a cidade de Paris na França. Em 6 de setembro de 1997, ela, como seu irmão e sua irmã, leu uma poesia. Sarah foi nomeada co-executora do testamento de sua irmã.

## Títulos e estilos
- 1955 – 1975: A Honorável Sarah Spencer (título por ter nascido filha de um visconde britânico)
- 1975 – 1980: Lady Sarah Spencer (título ganho após seu pai virar um conde britânico)
- 1980 – presente: Lady Sarah McCorquodale (título após o casamento; e assumindo o sobrenome do marido)